# 1291-es szövetségi levél

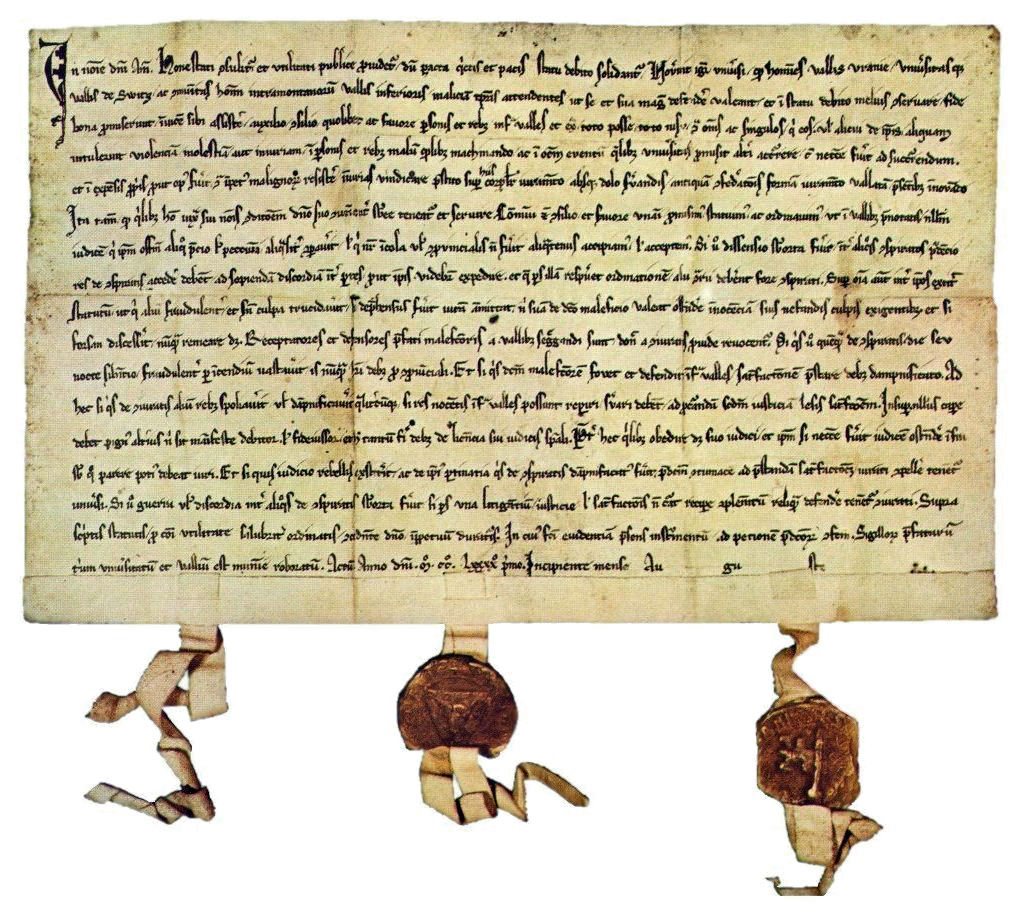
Az 1291-es szövetségi levél

Az 1291-es szövetségi levél három belső-svájci völgyközösség, valószínűleg Uri, Schwyz és Nidwalden kantonok elődjei által kötött, a mai Svájc előfutárának tartott szövetséget dokumentáló szerződés. A 19. század óta Svájc alapításának dokumentumaként tekintenek rá, és augusztus eleji keltezésére tekintettel tartják az ország nemzeti ünnepét augusztus 1-én.

## Tartalma
Az okirat latin nyelvű szövegét pergamenre írták. Három pecsét hitelesítette, közülük a baloldali - a szöveg alapján bizonyára Schwyzé - hiányzik.
A latin eredeti mellett Stansban őriznek egy német nyelvű fordítást, amit az íráskép alapján 14. vagy 15. századi munkának tartanak.
A levél két, gyökeresen eltérő tartalmú részre tagolódik. Az első részben kölcsönös segítségnyújtást vállalnak Uri völgyének lakói (homines vallis Uranie), a Schwyz völgybeliek összessége (universitas vallis de Switz) és a hegyek közötti alsó völgy közössége (communitas hominum Intramontanorum Vallis Inferioris). Utóbbit általában Nidwaldennel vagy Unterwaldennel (Nidwalden és Obwalden együtt) azonosítják, azonban Roger Sablonier elképzelhetőnek tartja, hogy az Urseren völgyről (a Reuss felső folyása, ma Uri kanton része) van szó. Azt, hogy mégis Unterwalden pecsétje látható a levél alján azzal magyarázza, hogy - svájci szerződéseknél nem szokatlan módon - egy vagy több korábbi megállapodás későbbi írásba foglalásával született, és az eredeti szerződő feleket az éppen aktuális szövetségesekkel helyettesítették.
Nem tisztázott, hogy milyen politikai, társadalmi különbségek állhatnak a három fél eltérő megnevezése (homines, universitas és communitas hominum) mögött. Korabeli források alapján a kor alpesi társadalmi felépítése kevéssé hasonlított a későbbi kantonok széles körű politikai részvételen alapuló rendszeréhez. A szövetség minden bizonnyal a helyi (világi vagy egyházi) vezető réteg tagjai között, saját érdekeik védelmére köttetett.
Az első részben egy korábbi szövetségre hivatkoznak, valamint a kor zavaros viszonyaira mint a szövetség kiváltó okára. Megjegyzendő még, hogy a svájci történetírói tradícióban fontos szerepet betöltő Habsburgok elleni összefogásról és a szabadságjogok védelméről nem esik szó benne.
Kikötik továbbá, hogy mindenki továbbra is köteles az addig megszokott szolgáltatásokat nyújtani ura számára. Megegyeznek, hogy bírónak csak közülük valót ismernek el, valamint rögzítik, hogy a pénzért vett bírói hivatal semmis. Ez utóbbi a helyi elit érdekeit védte a megváltozó hatalmi viszonyok esetére.
A szerződés második része különböző bűnök megfelelő büntetését taglalja. Többek között gyilkosságért halálbüntetést, gyújtogatásért a közösségből kitagadást, anyagi kár okozásáért kártérítést ír elő. Az okirat végén írásba foglalják, hogy belső viták vagy háborúk esetén amelyik fél a döntőbíró ítéletét nem tartja tiszteletben az ellen a többi szerződő fél köteles a sértett fél mellé állni.
A záró rendelkezésben örök érvényűnek nyilvánítják a szerződést. Utóbbi különösen annak fényében figyelemre méltó, hogy a korszak többi szövetségi szerződését határozott időre kötötték. Zürich például 1291-ben három évre kötött szövetséget Schwyz-cel és Urival.

## Keletkezése
A levél keltezése 1291 augusztus elejére szól, azonban az utóbbi évtizedekben felerősödtek a kételyek a levél eredetiségével. Több különböző elmélet is él azzal kapcsolatban, hogy mikor és miért született a dokumentum.
A levél pergamenjét szénizotópos kormeghatározás szerint a legnagyobb valószínűséggel 1260 és 1312 között, valamivel kisebb valószínűséggel az 1380-as években készítették. Ez azonban nem zárja ki, hogy a szöveget később, egy korabeli pergamen üresen maradt darabjára írták.

### 1291-es eredeti okirat
A szövetségi levél végén az áll, hogy 1291 augusztusában íródott. Miután I. Rudolf német király július 15-én meghalt, az alpesi völgyek nemessége, csakúgy mint a többi német terület vezető rétege, okkal tarthatott a rend felborulásától, ami saját befolyásukat veszélyeztette. A Rudolf megválasztása előtti interregnum ideje alatt ugyanis a mai Svájc belső területein rendszeresek voltak a kisebb rablóhadjáratok, különösen az alpesi völgyek lakossága és két közeli befolyásos kolostor, az einsiedelni és az engelsbergi között voltak jelentősek a csatározások.
Roger Sablonier a többek között a következő okok miatt kételkedik a ebben a verzióban:
- A szöveg több, egymáshoz kevéssé kapcsolódó megegyezést (katonai segítségnyújtás, bírói hivatalok biztosítása a helyi elit számára, büntetési tételek) tartalmaz.
- Sem helyre, sem személyekre nem történik utalás.
- A dátum nem tartalmazza a pontos napot, amikor a szerződést megkötötték, csupán az „augusztus eleje”
- A latin nyelvű szöveg "meglehetősen kusza", Sablonierben már-már azt az érzést kelti, mintha német minta alapján fordították volna latinra. Emellett az írás számos tekintetben (például a használt rövidítésekben) elüt a kortárs dokumentumoktól.
- A középkorban és kora újkorban egyedül az 1315-ös morgarteni levélnek tulajdonítottak komolyabb jelentőséget, erről a levélről sehol sem történik említés. A morgarteni levél még indirekten sem utal egy korábbi szerződésre, pedig azt is Uri, Schwyz és Unterwalden kötötte. (Sablonier utóbbira azt a magyarázatot is elképzelhetőnek tartja, hogy az 1291-es felek között Unterwalden helyett Urserenre utal a „hegyek közötti alsó völgy”, ezért nem is volt szó szövetség megújításáról.)

### 14. századi utólagos írásba foglalás
Sablonier szerint a legvalószínűbb, hogy az 1291-es szövetségi levél valójában 1309 körül, több különböző, korábban talán csak szóban kötött megállapodás összevonásának lejegyzésével jött létre. Nem zárja ki ugyanakkor, hogy a megállapodások egy része 1291-ből származik.
Az 1309-es dátumot azért tartja a legvalószínűbbnek. A 13. század végén kihalt, kiterjedt birtokokkal és jogokkal rendelkező rapperswili nemesi család örökébe lépő Werner von Homberg ekkortól bírói és egyéb jogköröket kapott Belső-Svájcban VII. Henriknek tett szolgálataiért cserébe. A vele folytatott tárgyalásokhoz lehetett hasznos a helyi vezetők számára egy szövetségi levél amely bizonyította a helyi vezetés képességét a béke fenntartására.

## Jelentőségének megítélése
Az 1291-es szövetségi levél 1936 óta Svájc nemzeti relikviájának számít és a nemzeti ünnepet a tiszteletére tartják augusztus elsején. Mai jelentőségét a 19. században érte el, az előtt gyakorlatilag ismeretlen volt szélesebb közönség előtt.
Az első írásos forrás, ami megemlíti az okiratot, 1530 körül keletkezhetett, az első megbízható említés azonban 1724-ból származik, amikor egy schwyzi leltárazás során számba vették. Nem tesz róla említést Aegidius Tschudi 16. századi svájci történetíró sem, aki a svájci konföderáció alapításának évét 1307-re tette. Joseph Thomas Fassbind történetíró a 18. század végén kétségét fejezte ki az irat eredetiségével kapcsolatban.
Ennek ellenére a 19. században a levél széles körben a svájci Esküszövetség alapításának dokumentumaként vált ismertté, és 1891-ben már erre hivatkozva rendeztek ünnepségeket Svájc fennállásának 600. évfordulója alkalmából.
A dokumentum ma a schwyzi Bundesbrief Museumban tekinthető meg.